# Lipno (gromada w powiecie lipnowskim)
Lipno (do 31 XII 1968 Jastrzębie) – dawna gromada, czyli najmniejsza jednostka podziału terytorialnego Polskiej Rzeczypospolitej Ludowej w latach 1954–1972.
Gromady, z gromadzkimi radami narodowymi (GRN) jako organami władzy najniższego stopnia na wsi, funkcjonowały od reformy reorganizującej administrację wiejską przeprowadzonej jesienią 1954 do momentu ich zniesienia z dniem 1 stycznia 1973, tym samym wypierając organizację gminną w latach 1954–1972.
Gromadę Lipno z siedzibą GRN w mieście Lipnie (nie wchodzącym w jej skład) utworzono 1 stycznia 1969 w powiecie lipnowskim w woj. bydgoskim z obszaru zniesionej gromady Jastrzębie w tymże powiecie; równocześnie do nowo utworzonej gromady Lipno włączono sołectwa Trzebiegoszcz, Jankowo i Maliszewo ze zniesionej gromady Jankowo oraz grunty rolne o powierzchni ogólnej 532,01 ha z miasta Lipna tamże. Dla gromady ustalono 27 członków gromadzkiej rady narodowej.
1 stycznia 1972 do gromady Lipno włączono sołectwa Chodorążek, Karnkowo, Karnkowo Rumunki, Kolankowo, Żuchowo, Wierzbick, Piątki, Głodowo, Huta Głodowo i Rumunki Głodowo ze zniesionej gromady Karnkowo w tymże powiecie; z gromady Lipno wyłączono natomiast sołectwa Gołuchowo, Janowo i Makówiec, włączając je do gromady Chrostkowo w tymże powiecie.
Gromada przetrwała do końca 1972 roku, czyli do kolejnej reformy gminnej. 1 stycznia 1973 w powiecie lipnowskim utworzono gminę Lipno.